# MANTHOC
El Movimiento de Adolescentes y Niños Trabajadores Hijos de Obreros Cristianos, más conocido bajo el acrónimo MANTHOC, es una asociación civil creada en 1976 que busca contribuir, mediante la acción educativa, organizativa y evangelizadora, al protagonismo organizado de los niños, niñas y adolescentes trabajadores (NNATs) que luchan por sus derechos contra la explotación y el riesgo de ser expuestos. La organización de Manthoc es compleja porque está constituida por grupos de niños que trabajan los cuales se asocian y proveen servicios a otros niños. La característica más importante de la asociación es que busca cumplir sus fines a través de la organización (o agremiación) de los niños que trabajan, para formar una «comunidad» que les otorgue espacios para discutir sus problemas y construir su propia identidad como niños que trabajan.
El movimiento se ha extendido a diferentes regiones del Perú lo que motivó a la formación del movimiento social de NNATs en América Latina.

## Historia
En 1976, durante el Gobierno militar de Velasco Alvarado había represión contra la población que se manifestaba por los despidos de los obreros (Decreto Ley 011). Se implantó un estado de emergencia y se suspendieron de garantías. Por iniciativa de la Juventud Obrera Cristiana - JOC, se organizó a los niños y adolescentes trabajadores de los barrios populares creándose así el Movimiento de Adolescentes y niños trabajadores hijos de Obreros Cristianos.
El 15 de marzo de 1979, fue acuñado el nombre de MANTHOC. En 1986, mediante la Asamblea Nacional de Delegados se amplió la acción del MANTHOC y empiezan a brindar servicios en torno a la educación, apoyo alimentario, atención de salud, etc. Se creó también la Asociación MANTHOC que representaría legalmente al movimiento. Al 2013, eran participaban aproximadamente 2.500 niñas, niños y adolescentes trabajadores. Actualmente el movimiento MANTHOC está formado por más de tres mil NNATs en todo el Perú.

## Actividades
Las acciones que promociona son las siguientes:
- Promoción de la organización de los NNATs: Se promociona la organización en grupos de ámbitos local, regional y nacional. Se forman grupos en donde los NNATs comparten sus experiencias, reflexionan sobre sus problemas y encuentran soluciones, así como trazarse objetivos comunes.
- Acciones de formación y capacitación: Se promueven espacios de formación permanente entre los NNATs y colaboradores con el fin de reforzar valores, conocimientos y actitudes que les permita desarrollar una postura crítica y propositiva.
- Acciones de incidencia política: Buscan hacer llegar propuestas a sectores de tomas de decisiones, promueven espacios y mecanismos de participación en temas de trabajo, educación, salud y medio ambiente.

## Publicaciones
- 2022. Sistematización del proceso de incidencia para la declaración del río Lallimayo como sujeto de derechos en Ayaviri.[8]
- 2023. Sistematización de experiencias. Trabajo con organizaciones que promueven la participación organizada de niñas, niños y adolescentes de pueblos originarios.[9]
- 2023. Lineamientos de acción para promover la participación de niñas, niños y adolescentes de pueblos originarios.[10]